# 로니 케르

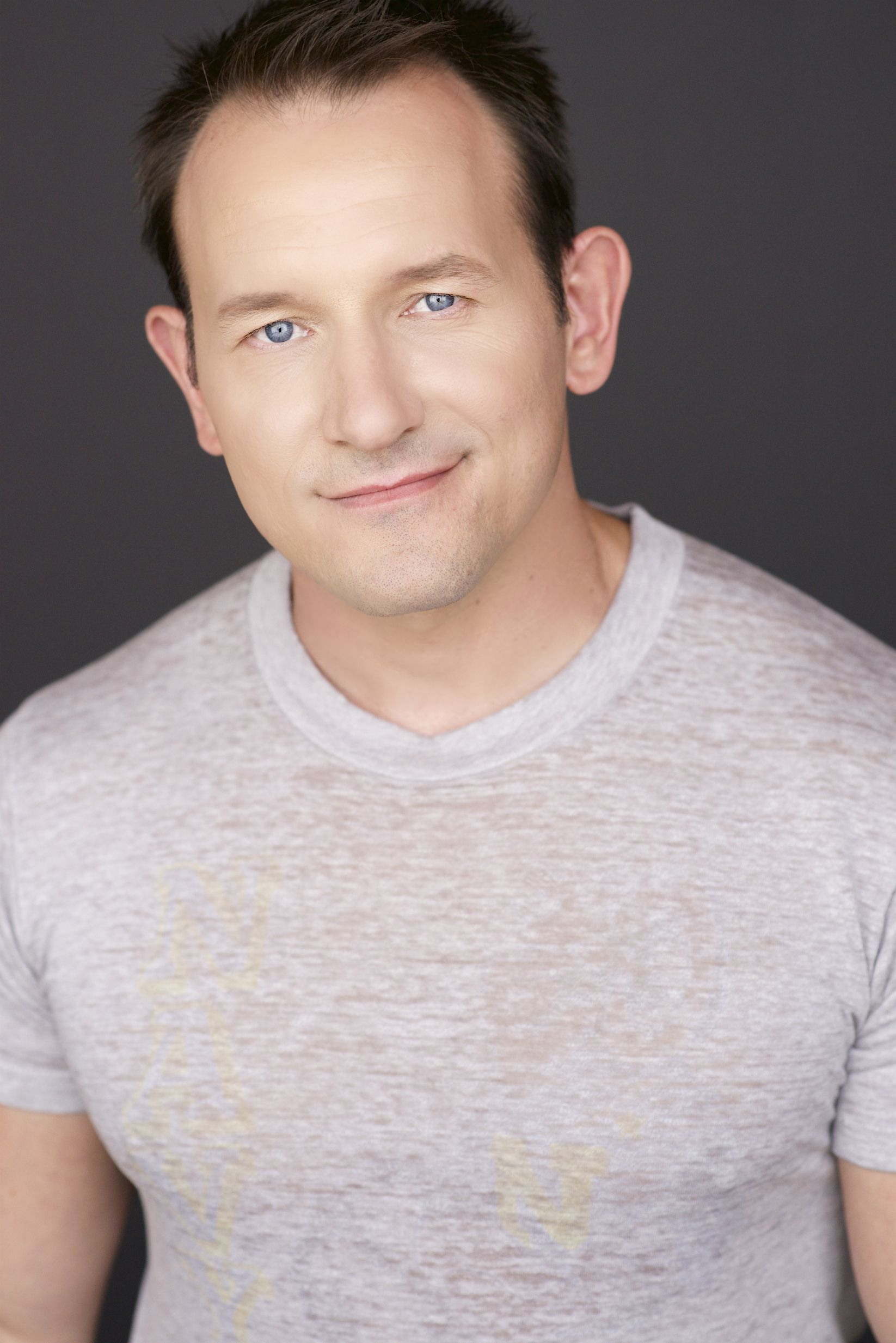

로니 케르(Ronnie Kerr, 1974년 3월 30일 ~ )는 미국의 배우, 텔레비전 배우, 영화 프로듀서이다.
모리스군 (뉴저지주)에서 태어났다.

## 영화
- 소금물 (2012년) - 윌 바스튼 역
- 셧 업 앤 키스 미 (2010년) - 벤 역
- 신풀 (2006년) - 짐 역